# Коренюк Андрій Петрович
Андрій Петрович Коренюк (1 грудня 1936, Татарів — 22 грудня 2010, Коломия) — український живописець,

## Біографічні дані
Народився у селі Татарів, Надвірнянського району Івано-Франківської області.
Після служби в армії навчався в Одеському художньо-театральному училищі, яке закінчив у 1962 році, пізніше — у Львівському поліграфічному інституті на факультеті графіки.
Працював у Івано-Франківських художньо-виробничих майстернях Художнього фонду УРСР оформлювачем. У вільний час займається творчим живописом, переважно пейзажем.
1957 року приїхав на практику до Косова на Івано-Франківщині.
Дружина Стефанія. Помер у м.Коломия.
Картини Коренюка є у приватних колекціях як в Україні, так і за кордоном (Польща, Німеччина, Франція, США, Канада, Росія, Ізраїль).